# Anthurium standleyi
Anthurium standleyi är en kallaväxtart som beskrevs av Thomas Bernard Croat och R.A.Baker. Anthurium standleyi ingår i släktet Anthurium och familjen kallaväxter. Inga underarter finns listade.